# Blizzard Entertainment
Blizzard Entertainment (сокр. Blizzard) — американский разработчик и издатель компьютерных игр. Компания была основана 8 февраля 1991 года тремя выпускниками Калифорнийского университета в Лос-Анджелесе: Алленом Адамом, Фрэнком Пирсом и Майком Морхеймом. Прежде носила название Silicon & Synapse, затем Chaos Studios, а позже стала подразделением издательства Activision Blizzard. Штаб-квартира Blizzard Entertainment расположена в городе Ирвайн, штат Калифорния. Первоначально компания была нацелена на разработку портированных версий игр других студий. После она начала создавать своё собственное программное обеспечение и в 1993 году начала с разработки таких игр, как Rock n’ Roll Racing и The Lost Vikings. После выпуска Warcraft в 1995 году студия Blizzard Entertainment стала одной из самых успешных во всём мире. Затем последовало создание новых компьютерных игр, в том числе сиквелы Warcraft, StarCraft, Diablo, Overwatch, а также World of Warcraft.
9 июля 2008 года Activision официально объединились с Vivendi Games, что привело к становлению торговой марки Blizzard холдинговой компанией. 25 июля 2013 года Activision Blizzard объявила о покупке 429 миллионов акций у Vivendi, в результате чего она стала независимой компанией.
В истории компании бывало, что выход игр сильно затягивался из-за того, что разработчики, желая улучшить качество игры, продолжали её доработку и тестирование. Однако многие поклонники Blizzard считают, что нет худа без добра, поскольку Blizzard славится репутацией разработчика классических игр, которые продаются в течение многих лет после выпуска.
С 2005 года Blizzard в Калифорнии проводит ежегодную выставку BlizzCon, на которой традиционно анонсируются новые игры и дополнения.

## История

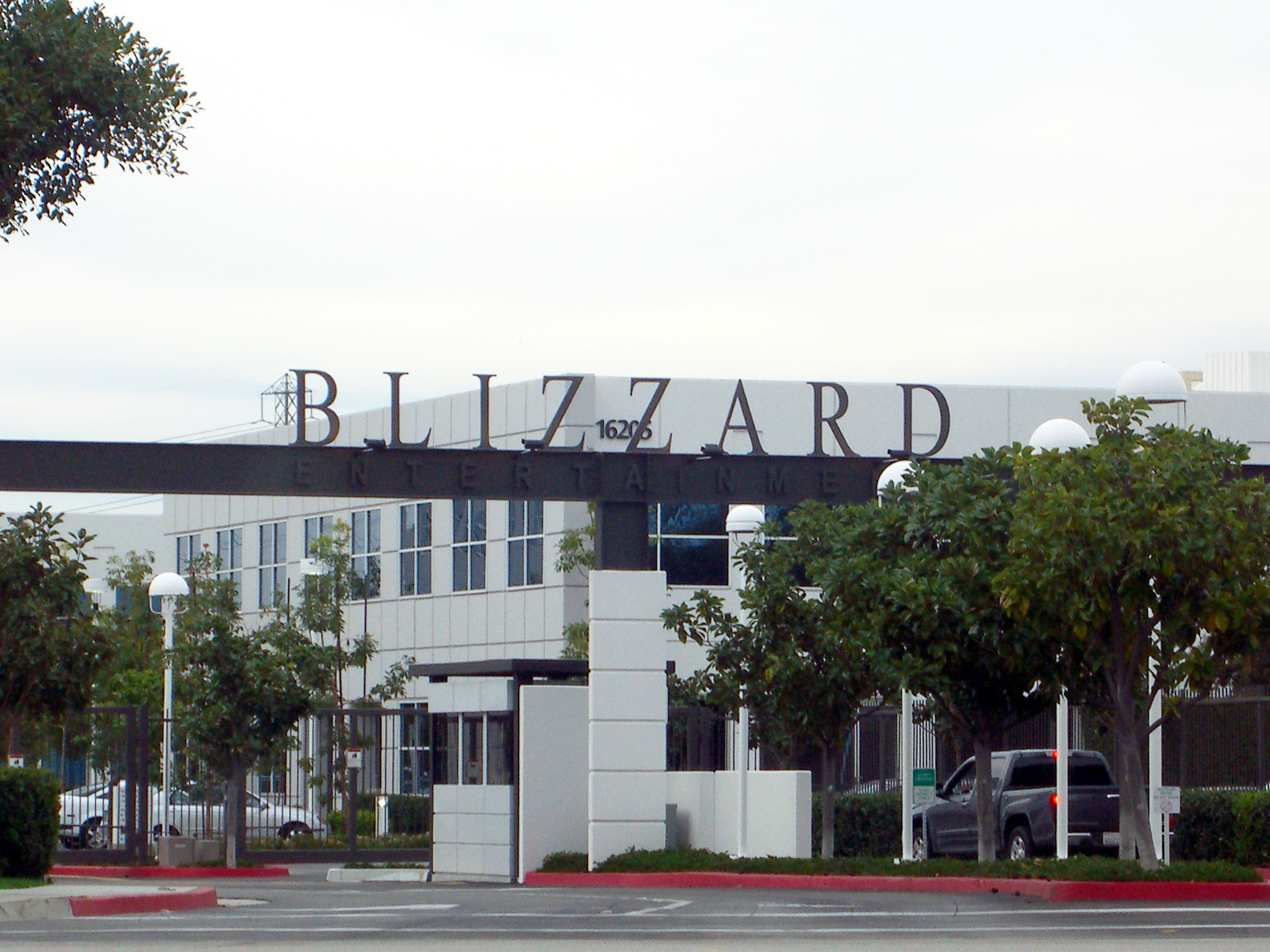
Штаб-квартира Blizzard в Ирвайне, Калифорния

История Blizzard Entertainment берёт своё начало в феврале 1991 года, когда была основана компания Silicon & Synapse. Основателями же были Адам Аллен, Майк Морхейм, Фрэнк Пирс. Во время BlizzCon 2016 Майк Морхейм признался, что основать компанию им помогла его бабушка, которая одолжила внуку 15 тысяч долларов.
Компания выпустила игры Rock N' Roll Racing и The Lost Vikings с издателем Interplay Entertainment. В 1993 году компания меняет название на Chaos Studios, однако вскоре обнаруживается, что такое название уже занято, поэтому студия меняет название на Blizzard Entertainment. В том же году компания была приобретена дистрибьютором Davidson & Associates за 10 миллионов долларов. Некоторое время спустя Blizzard выпускает Warcraft: Orcs & Humans.
Затем владелец Blizzard менялся ещё несколько раз: в 1996 году Davidson & Associates был приобретён вместе с Sierra On-Line компанией под названием CUC International; в 1997 году CUC объединился с отелем, агентством недвижимости и прокатом автомобилей HFS Corporation в компанию Cendant Software. Но в 1998 году обнаружилось, что до слияния компаний CUC участвовал в крупных денежных махинациях. В течение следующих шести месяцев акции Cendant упали на 80 %. Компания продала филиалы, занимающееся разработкой программного обеспечения, включая Blizzard, французскому издателю Havas. Но в том же 1998 году Havas был куплен компанией Vivendi.
В 1996 году Blizzard приобретает студию Condor Games, которая работала над игрой Diablo. Позже название изменили на Blizzard North, после чего студия выпустила серию игр: Diablo, Diablo II и дополнение Diablo II: Lord of Destruction. Blizzard North расположена в Сан-Матео (Калифорния). 1 августа 2005 года компания Blizzard Entertainment объявила о закрытии подразделения Blizzard North в связи с неудовлетворительной работой и, в частности, с медленной разработкой игры Diablo III. Позднее бывшие сотрудники, включая основателей Дэвида Бревика, Макса и Эрика Шеферов, основали компанию Flagship Studios.
С выпуском ролевой экшен-игры Diablo в январе 1997 года Blizzard запускает игровой онлайн-сервис Battle.net. В 2002 году Blizzard приобретает права на три своих предыдущих игры, выпущенных Silicon & Synapse и изданных Interplay Entertainment, после чего переиздаёт их под Game Boy Advance. В 2004 году Blizzard открывает европейские офисы во Франции, около Парижа, которые берут ответственность за игровую поддержку World of Warcraft в Европе. 23 ноября 2004 года Blizzard выпускает MMORPG World of Warcraft, которая быстро становится популярной. 16 мая 2005 года Blizzard приобретает Swingin' Ape Studios, консольного разработчика игр, который начинает работу над StarCraft: Ghost. Позже название изменяется на Blizzard Console, а студия сосредоточивается на консолях нового поколения, выпуск StarCraft: Ghost при этом откладывается на неопределённый срок. 1 августа 2005 года Blizzard объявляет о переезде Blizzard North в головной офис в Ирвайне.
В декабре 2007 года было объявлено об объединении Activision и Blizzard Entertainment.
Одним из крупнейших успешных проектов компании стала многопользовательская игра World of Warcraft, в момент своей максимальной популярности насчитывавшая более 12 млн подписчиков (2010), но со временем количество игроков стало снижаться (6,8 млн в 2014 году).
В январе 2008 года на 59-м ежегодном фестивале «Technology & Engineering Emmy Awards» Blizzard была награждена за создание World of Warcraft. В апреле 2008 года, по некоторым подсчётам, World of Warcraft насчитывала до 62 процентов всей аудитории игроков MMORPG. В июне 2009 года она была отмечена в игровой редакции книги рекордов Гиннесса как самая популярная MMORPG в мире. В третьем квартале 2015 года число подписчиков на World of Warcraft составило 5,5 млн пользователей, и оно на тот момент сокращалось (так, во втором квартале было на 100 тысяч больше). Компания на тот момент сообщила, что больше не будет публиковать данные о числе пользователей.
В 2012 году Blizzard насчитывала 4700 сотрудников, расположенных в 11 городах по всему миру с штаб-квартирой в Ирвайне (Калифорния, США).
3 октября 2018 года компанию покинул президент Майк Морхейм (сохранив при этом позиции советника компании), его место занял Аллен Брэк, исполнительный продюсер World of Warcraft. Сообщалось, что Морхейм окончательно покинет компанию в апреле 2019 года.
3 августа 2021 года президент Activision Blizzard Джей Аллен Брэк покинул компанию.
18 января 2022 Microsoft объявила о покупке Activision Blizzard за 68,7 млрд долларов

## Структура компании
Blizzard Entertainment владеет различными внутренними командами для разработки игр по своим франшизам, таким как Warcraft, StarCraft и Diablo. Формально, со времён выпуска World of Warcraft в 2004 году, они обозначаются номерами. Первоначальными тремя командами были:
- Team 1 отвечает за развитие франшизы StarCraft[24]. Команда также занималась разработкой Heroes of the Storm[25]. В состав Team 1 с определенного периода входила команда Classic Games, которая работала над ремастерами классических игр Blizzard для современных платформ — StarCraft: Remastered и Warcraft III: Reforged[26]. Classic Games была расформирована в августе 2020 года, через восемь месяцев после выхода Warcraft III: Reforged; по данным Джейсона Шрайера из Bloomberg News, это произошло из-за разочаровывающего запуска Reforged, после которого Activision отказали Blizzard в разработке других ремастеров[27].
- Team 2 отвечает за разработку и поддержку World of Warcraft[24].
- Team 3 отвечает за франшизу Diablo с момента закрытия Blizzard North, оригинальных создателей серии[24].

С 2004 года были образованы две новые команды:
- Team 4 была образована приблизительно в 2007 году для работы над новым IP Blizzard — Titan. В 2013 году возникли трудности с разработкой Titan, и бо́льшая часть Team 4 была перераспределена по другим командам. Оставшиеся участники во главе с Джеффом Капланом переработали концепцию Titan в Overwatch, который и остаётся в руках Team 4 с момента выпуска игры в 2016 году[24].
- Team 5 была образована в 2008 году для исследования необычных игр, которые могли бы вписаться в портфолио Blizzard. Команда разработала Hearthstone, коллекционную карточную игру, основанную на серии Warcraft[28].

## Бывшие сотрудники
Многие высокопоставленные сотрудники Blizzard ушли из компании и основали собственные студии:
- ArenaNet — студия, основанная тремя экс-сотрудниками Blizzard в 2000 году. Известна игрой Guild Wars.
- Flagship Studios — компания, созданная бывшими сотрудниками Blizzard North в 2003 году[30]. В 2008 году студия была признана банкротом и закрылась[31]. Известна игрой Hellgate: London.
- Red 5 Studios — компания, основанная бывшими разработчиками World of Warcraft в 2005 году. Известна игрой Firefall
- Carbine Studios[англ.] — студия, основанная в 2005 году бывшими сотрудниками Blizzard. Известна игрой WildStar.
- Runic Games — компания, основанная в 2008 году из бывших сотрудников Blizzard и Flagship Studios. Известна играми Torchlight и Torchlight II.
- Bonfire Studios[англ.] — компания, основанная в 2016 году Робом Пардо, главным дизайнером Warcraft III, The Frozen Throne и World of Warcraft. Находится в том же городе, что и штаб-квартира Blizzard, поэтому впоследствии переманила десятки сотрудников. Занимается разработкой неанонсированного онлайн-проекта, «который придётся по душе хардкорным геймерам»[29].
- Warchief Gaming — студия, основанная Крисом Метценом в 2018 году. Занимается разработкой настольных игр[29].
- Singularity 6 — студия, основанная бывшими сотрудниками Riot Games и Blizzard, основанная в 2018 году. Занимается разработкой MMORPG Palia[29].
- Deamhaven — компания, основанная в 2018 году соучредителем Blizzard Майком Морхеймом совместно с Джейсоном Чейзом, руководителем разработки Hearthstone, и Дастином Браудером, геймдизайнером StarCraft II и Heroes of the Storm. В кампанию впоследствии перешёл ряд других сотрудников Blizzard. Компания занимается издательской деятельностью; сам Морхейм называет Dreamhaven «компанией-ментором»[29].
- Second Dinner — студия, основанная Беном Броудом, ведущим дизайнером Hearthstone, в 2018 году. В дальнейшем к Броуду присоединились другие разработчики Hearthstone[29]. Занимаются разработкой коллекционной карточной игры Marvel Snap на основе вселенной Marvel.
- Frost Giant Studios — студия, основанная в 2020 году Тимом Мортеном, исполнительным продюсером StarCraft II: Legacy of the Void, и Тимом Кэмпбеллом, отвечавшим за кампанию The Frozen Throne[32]. Впоследствии к ним присоединился десяток других сотрудников Blizzard, в основном экс-разработчики StarCraft II[29]. Занимается разработкой RTS Stormgate[33].
- One More Game — студия, основанная в 2020 году Патриком Уайаттом[34]. Занимается разработкой кроссплатформенных и мобильных игр[29].
- Lightforge Games — студия, возглавляемая Мэттом Шембари, бывшим инженером Epic Games и Blizzard[29]. Основана в 2021 году[35]. Занимается разработкой ролевых игр[29].

## Blizzard Battle.net
Игровой сервис компании, запущенный в 1997 году для поддержки игр компании, таких как серий Diablo и StarCraft. Сервис включает функции цифровой дистрибуции и социальной платформы. Battle.net стал первой игровой онлайн-платформой, встроенной прямо в игры, в которых он используется, что отличалось от подхода других компаний, использующих внешние интерфейсы.

## Награды
- Топ-10 самых инновационных компаний в сфере компьютерных игр, 2015 — Fast Company[36]
- Компании, где лучше всего работать, 2011 — Orange County Register[37]
- Премия Spike TV Video Game, 2011 — «Gamer God». «Премия Gamer God вручается всего во второй раз. В этом году она присуждается компании Blizzard Entertainment за игры World of Warcraft, StarCraft и Diablo. Эта престижная награда была торжественно вручена основателям компании Майклу Морхайму, Аллену Адаму и Фрэнку Пирсу».[38]
- Компании, где лучше всего работать, 2010 — Orange County Register[39]
- Компании, где лучше всего работать, 2009 — Orange County Register[40]
- Компании, где лучше всего работать, по рейтингу OC, 2009 — Orange County Business Journal
- Компания года 2009 — Technology Council
- Компании, где лучше всего работать, 2008 — Orange County Register
- Компании, где лучше всего работать, по рейтингу OC Metro, 2008
- Лучшая компания в сфере мультимедиа, 1999 г. — SC Software Publishers Association
- Лучший разработчик компьютерных программ, 1993 г. — VideoGames Magazine
- Премия Developer’s Spotlight Award — Computer Game Developer’s Association
- Лучший мультипликатор: StarCraft, 1997 г. — World Animation Celebration